# Šejdrem
Šejdrem je český televizní film režiséra Zdeňka Tyce, který měl premiéru v České televizi 26. dubna 2009.

## Děj
Film se odehrává v předvečer prvního máje. Do malé vesničky se vrací místní rodák a současný populární a úspěšný herec Antonín „Týno“ (Ivan Trojan). Z vesnice, ve které se narodil a vyrostl, utekl po nešťastné události, na které měl podíl. Byl to vrchol jeho války s místními kluky, kteří ho mezi sebe nevzali, protože byl jiný.
Tonda přijíždí za svou dávnou láskou Líbou (Miroslava Pleštilová), která se stala ženou místního starosty Jana (Igor Bareš). Mají spolu náctiletou dceru Danielu „Dáňu“ (Marie Doležalová), která se do Týna okamžitě zamiluje, je ráda, že ji konečně někdo bere na vědomí. Tonda se nechce příliš plést do místních žabomyších válek a vzpomínat na minulost, ale tím situaci jen zhoršuje, neboť starousedlíci to považují za namyšlenost a pohrdání pražského herce.
Jan vezme Tondu do hospody, kde herec zpochybní současné stavění májky pomocí bagru a strojů. Místní se vsadí, že májku postaví po způsobu svých předků. Týno sázku nebere příliš vážně, ale chlapi ze vsi ji berou jako otázku své cti.
Týno předstírá před ostatními teenagery, že je ho pojí s Dáňou něco víc, tím se snaží zvýšit této plnoštíhlé dívce sebevědomí, protože sám ví, jaké to je, když vás nikdo nepochválí a ignoruje.
Májka je skutečně postavena tradičním způsobem, ale dlouho nevydrží a nakonec se musí postavit moderní technikou.

## Obsazení
| Ivan Trojan          | Tonda „Týno“              |
| Marie Doležalová     | Janova dcera Dáňa         |
| Miroslava Pleštilová | Janova manželka Líba      |
| Igor Bareš           | starosta Jan              |
| Ladislav Trojan      | pamětník 2. světové války |
| Oldřich Vlach        | hospodský                 |
| Jaromír Dulava       | chalupář                  |
| Tomáš Klus           |                           |